# L'Argia
L'Argia es una ópera con prólogo y 3 actos con música del compositor Antonio Cesti y libreto en italiano de Giovanni Filippo Apolloni. El estreno tuvo lugar el 4 de noviembre de 1655 en el Hoftheater de Innsbruck con motivo de la visita de Cristina de Suecia, que se dirigía a su exilio en Roma tras abdicar y convertirse al catolicismo.

## Historia
Antonio Cesti es nombrado en 1652 maestro de capilla en la corte del archiduque Fernando Carlos en Innsbruck. También el libretista Apolloni se encontraba al servicio del archiduque desde 1653. 
Tras abdicar al trono sueco, Cristina de Suecia se dirigía a su exilio en Roma cuando visita la corte del archiduque y se bautiza como católica en la Hofkirche de Innsbruck el 3 de noviembre de 1655. Con este motivo se estrenó la ópera L'Argia al día siguiente, con tal éxito que se repitió 3 días después, la víspera de que la reina abandonara la ciudad. Se representó además en varias ciudades italianas en los siguientes años: Roma en 1657, Nápoles en 1657, Milán y Venecia en 1669, Verona en 1671, Údine en 1673 y Viterbo en 1680. En Siena se representó el 26 de mayo de 1669 con motivo de la inauguración del Teatro del Palazzo Pubblico. 
En época moderna, la ópera se volvió a representar por primera vez en 1996 en el Festival de Música Antigua de Innsbruck, dirigida por René Jacobs, a la que siguieron más representaciones en Lausana y París

## Personajes
| Personaje                                                                                                 | Voz                              | Reparto del estreno          |
| --- | -------------------------------- | ---------------------------- |
| Atamante (rey de Chipre)                                                                                  | tenor                            | Antonio Cesti                |
| Dorisbe (su hija)                                                                                         | soprano                          | Anna Renzi                   |
| Selino (hijo del rey de Tracia, en realidad Lucimoro, hijo de Atamante)                                   | contralto castrato               | Filippo Bombaglia, "Monello" |
| Argia (esposa abandonada de Selimo y princesa de Negroponte, disfrazada como el joven sirviente Laurindo) | contralto castrato (en travesti) | Antonio Pancotti             |
| Feraspe (príncipe de Negroponte y hermano de Argia)                                                       | contralto castrato               | Astolfo Bresciani            |
| Aceste (escudero de Feraspe)                                                                              | tenor                            |                              |
| Solimano (tutor de Selino en Tracia)                                                                      | bajo                             |                              |
| Dema (nodriza de Dorisbe)                                                                                 | tenor                            |                              |
| Lurcano (sirviente y bufón de Atamante)                                                                   | contralto castrato               | Tomaso Bovi                  |
| Filaura (cantante y cortesana, favorita de Atamante)                                                      | contralto                        |                              |
| Alceo (eunuco, sirviente de Filaura)                                                                      | soprano                          |                              |
| Osmano (anciano pastor, antiguo tutor de Lucimoro)                                                        | bajo                             |                              |
| Venere | contralto                        |                              |
| Innocenza                                                                                                 | contralto                        |                              |
| marineros, soldados, numen (coro); bufones, querubines, fantasmas, soldados (bailarines)                  |                                  |                              |